# Henry Hastings Sibley

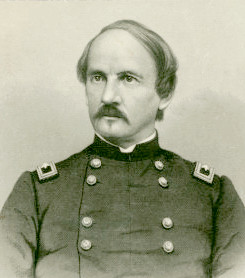
Henry Hastings Sibley

Henry Hastings Sibley (* 20. Februar 1811 in Detroit, Michigan-Territorium; † 18. Februar 1891 in Saint Paul, Minnesota) war ein US-amerikanischer Politiker (Demokratische Partei).

## Leben
1834 übernahm Sibley die American Fur Company mit Sitz in Mendota, Minnesota. Später engagierte er sich für den Aufbau der Region und war Delegierter im US-Kongress, zunächst vom 30. Oktober 1848 bis zum 3. März 1849 als Amtsnachfolger von John Hubbard Tweedy für das Wisconsin-Territorium und dann vom 7. Juli 1849 bis 3. März 1853 für das Minnesota-Territorium. Er war mitverantwortlich für die Gesetzesinitiative, Minnesota als Staat zu etablieren.
1857 wurde Sibley Präsident der verfassunggebenden Versammlung von Minnesota; am 24. Mai 1858 wurde er dann zum ersten Gouverneur von Minnesota gewählt. Dieses Amt behielt er bis zum 2. Januar 1860. Zum Nachfolger wurde Alexander Ramsey gewählt.
Im Rang eines Colonel ging er in den Jahren 1862 und 1863 gegen die aufständischen Sioux in Dakota vor (siehe Sioux-Aufstand). In den Folgejahren beschäftigte er sich mit der Grenzsicherung durch Forts und Garnisonen, bis er 1866 im Rang eines Generalmajors aus der Armee ausschied. Anschließend war er unter anderem an führender Stelle für die University of Minnesota tätig und gehörte zu den Mitbegründern der Minnesota Historical Society, deren Präsident er ab 1879 war.
Entfernt mit ihm verwandt war Henry Hopkins Sibley, ein General auf Seiten der Konföderation, der den New-Mexico-Feldzug kommandierte. 
Nach ihm benannt sind der Verwaltungsbezirk Sibley County in Minnesota, die Gemeinden Sibley in North Dakota und Sibley in Iowa sowie die Stadt Hastings (Minnesota).